# آرگاماک
آرگاماک (انگلیسی: Argamak) یک شهرک در شهرستان دیورتیورلینسکی در استان باشقیرستان کشور روسیه است.